# Нанасипауу Тукуахо
Нанасипауу Тукуахо (урождённая Нанасипауу Ваеа, англ. Nanasipauʻu Tukuʻaho; род. 8 марта 1954 г.) - королева-консорт Тонги, жена короля Тупоу VI.

## Ранняя жизнь
Нанасипауу Ваеа - дочь покойного Барона Ваеа, бывшего премьер-министра Тонги с 1991 по 2000 год, и покойной баронессы Тупутупу Ваеа. У неё шесть братьев и сестер:
- Вдовствующая леди Лусин Луани, урождённая Лусин Ваэа (вдова Сионе Лаумануули Луани).
- Алипате Туивануаву, лорд Ваеа, который женился на сестре лорда Факафануа, Сиатукимоане Факафануа Ваеа, достопочтенной леди Ваеа. Она является тетей по отцовской линии наследной принцессы Синайтакалы.
- Леди Амелия Луолуафету, урождённая Амелия Луолуафету Ваеа (бывшая жена благородного Ласике).
- Дама Кассандра Ваеа (ранее Кассандра Туку'ахо), бывшая жена принца Туйпелехаке (ранее Вилиами Сионе Нгу Такейвулай Туку'Ахо), сына Ту'Ипелехаке (Майлефихи) и его бывшей жены Меле Викатолии Фалетау.
- Моймоикимофута Кайфахина Ваэа.
- Рату Эдвард Палалайка "Тунги Ваэа".

## Брак
Она вышла замуж в Королевской часовне Королевского дворца в Нукуалофе 11 декабря 1982 года за Тупоу VI. У пары трое детей и четверо внуков.
Их старший ребёнок, принцесса Латуфуйпека Тукуахо (Ангелика Латуфуйпека Халаевалу Матахо Напуа-о-калани Тукуахо) (род. 17 ноября 1983), является Верховным комиссаром Австралии с 22 августа 2012 года.
Их второй ребёнок, наследный принц Тупуто'Улукалала (Сиаоси Мануматаонго'Алайвахамамао'Ахо'Эйту Константин Тукуахо) (род. 17 сентября 1985) женился на своей троюродной сестре Синайтакале Факафануа 12 июля 2012 года. У них четверо детей: принц Тауфаахау Мануматаонго (родился 10 мая 2013 года), Принцесса Халаэвалу Матахо (родилась 12 июля 2015 г.), Принцесса Нанасипау (родилась 20 марта 2018 г.), и принцесса Салоте Мафилео Пилолеву (родилась 25 февраля 2021 г.).
Их третий ребёнок - принц Ата (Вилиами'Унуаки-о-Тонга Мумуи Лалака-Мо-и-Эйки Тукуахо) родился 27 апреля 1988 года.

## Известные опубликованные работы
- Кепплер, А.Л.; Таумоэфолау, М.; Тукуахо, Н., и Вуд-Эллем, Э. (2004): Песни и стихотворения королевы Салоте. ISBN 978-982-213-008-9